# 栃木県立日光自然博物館
日光自然博物館（にっこうしぜんはくぶつかん）は栃木県日光市中宮祠にある博物館。またそれを管理運営する企業。

## 概要
主要施設の日光自然博物館のほか、栃木県中禅寺湖畔国際避暑地記念施設である英国大使館別荘記念公園、イタリア大使館別荘記念公園、中禅寺湖畔ボートハウスおよび低公害バス運行（運行業務は東武バス日光に委託）、赤沼自然情報センター、戦場ヶ原方面のネイチャーガイドなどを含めて、指定管理者の株式会社日光自然博物館が管理運営している。

## 日光自然博物館

### 建設経緯
栃木県は、総合ビジターセンターという名称で自然博物館の設置検討を重ねてきた。1986年（昭和61年）には、これまでの検討をまとめるかたちで基本構想策定調査を実施し、設置場所は、バス発着所や公共駐車場などの施設が集積し、茶ノ木平へのロープウェイの駅も隣接している中宮祠の東武バス温泉駅前広場を最適地とした。
1987年（昭和62年）には基本計画策定調査を実施し、自然博物館だけではなく東武バス温泉駅も取り込み一体整備として地区の再配置案が提案された。1989年（平成元年）に事業に着手し、1991年（平成3年）に完成した。

### 博物館

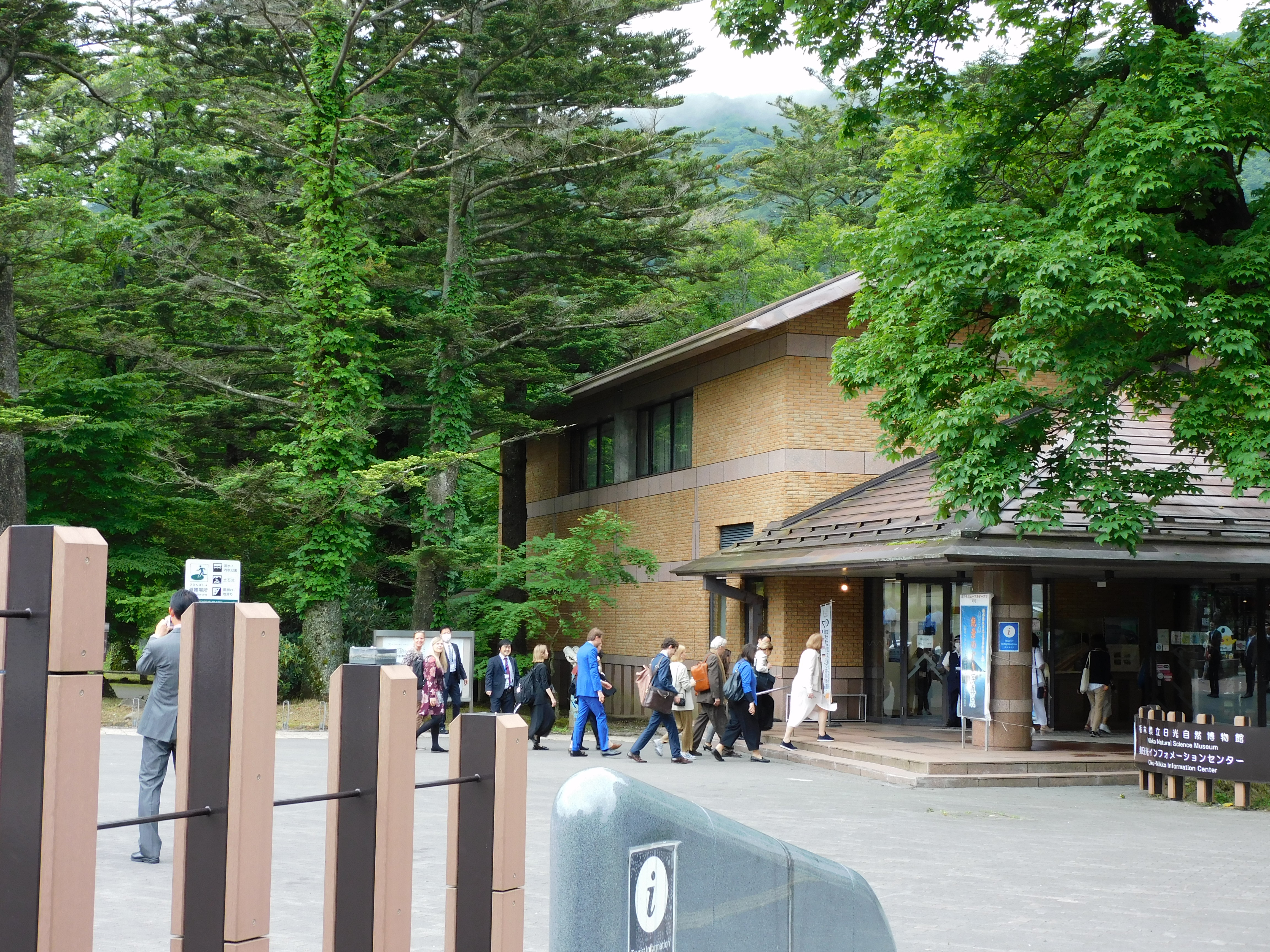
日光自然博物館に入館するG7関係者ら

華厳滝と中禅寺湖に隣接し、自然や歴史を紹介するほか、地域の情報発信基地として自然情報、ハイキングコースの案内、自然体験イベントの開催などの活動を行っている。
2023年（令和5年）3月31日にリニューアルオープンし、デジタル技術を使った体験型展示施設となる。同年6月24日、G7男女共同参画・女性活躍担当大臣会合に出席する各国の閣僚らが博物館を訪れ、栃木県知事の福田富一、日光市長の粉川昭一、日光市立中宮祠小中学校の児童生徒らの歓迎を受けた。
営業情報
- 入館料は、大人の個人料金が510円で、小人の個人料金が250円であるが、それぞれ団体料金の設定があり、20名以上が対象となる。学校団体の場合、教員も生徒（児童）と同額となる。
- 開館時間は、4月1日から11月10日までが9:00 - 17:00。11月11日から3月31日までが10:00 - 16:00となっている。
- 休館日は、6月から10月までは無休、11月から5月までは毎週月曜日（祝日の場合、翌日以降に振り替え）、12月29日から1月3日までの年末年始となっている。

アクセス
- 公共交通
東武日光線 東武日光駅またはJR日光線 日光駅の両駅前から東武バス日光で中禅寺温泉バスターミナル下車すぐ
- 自動車
東北自動車道 宇都宮ICから日光宇都宮道路または国道119号線、いろは坂経由約50分
専用の駐車場はなく近隣の有料駐車場利用となる。

## 英国大使館別荘記念公園
- 所在地 栃木県日光市中宮祠2482
- 1896年（明治29年）に英国外交官アーネスト・サトウの個人別荘として建造、2008年まで大使館別荘として使用され、2016年に復元[9]

## イタリア大使館別荘記念公園
イタリア大使館別荘記念公園（イタリアたいしかんべっそうきねんこうえん）は、栃木県日光市にある公園。1928年（昭和3年）から1997年（平成9年）までイタリア大使館別荘として使用され、建物を修築、復元した上で公園として整備し一般公開している。明治期以降に中禅寺湖沿岸に建てられた数多くの各国大使館別荘のうちの一つ。本邸は国の登録有形文化財に登録されている。近くに英国大使館別荘があり、こちらも一般公開されている。

## 中禅寺湖畔ボートハウス
- 所在地 栃木県日光市中宮祠

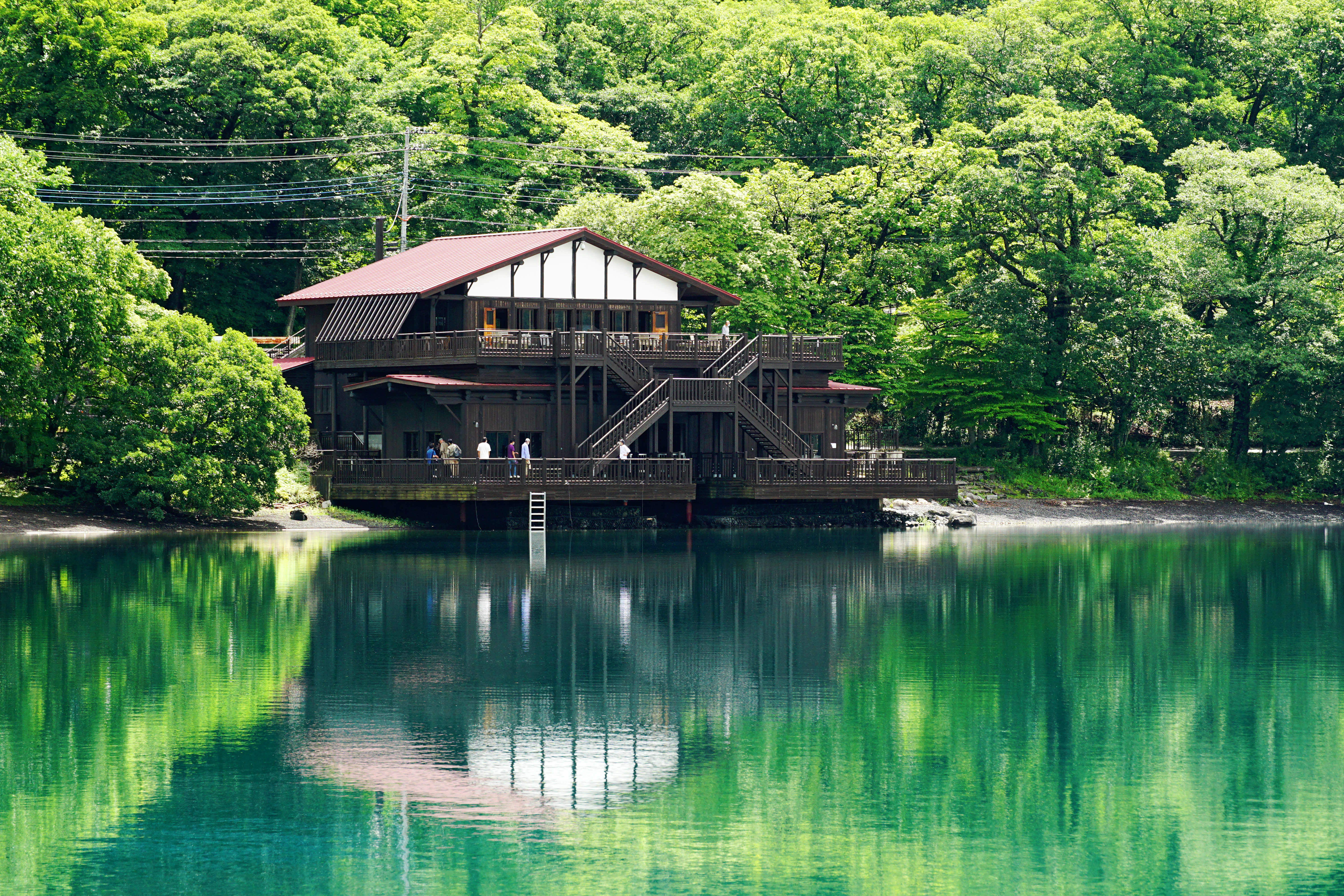
中禅寺湖畔ボートハウス

- 1947年（昭和22年）に中禅寺湖の畔に建設された日光観光ホテル附属施設[11]を、建設当時の姿に復元し2002年（平成14年）より無料休憩所として一般公開した[12]。
- 1階は展示室で、昭和初期に建造されベルギー王国大使館別荘で使用されていた手漕ぎボートなどを展示[13]。2階には展望デッキがある[9]。

## 低公害バス

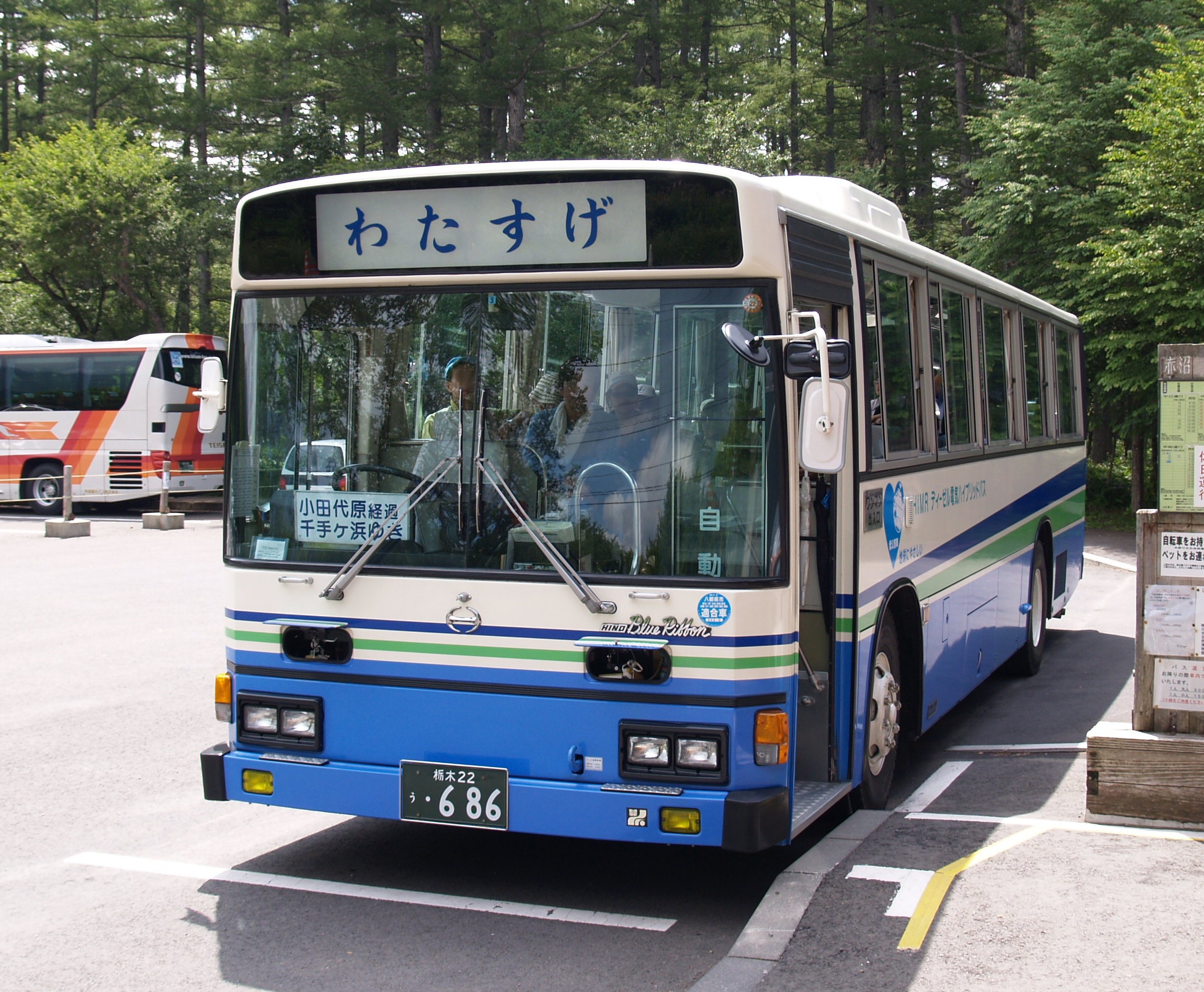
低公害バス「（初代）わたすげ」日野・ブルーリボンHIMR

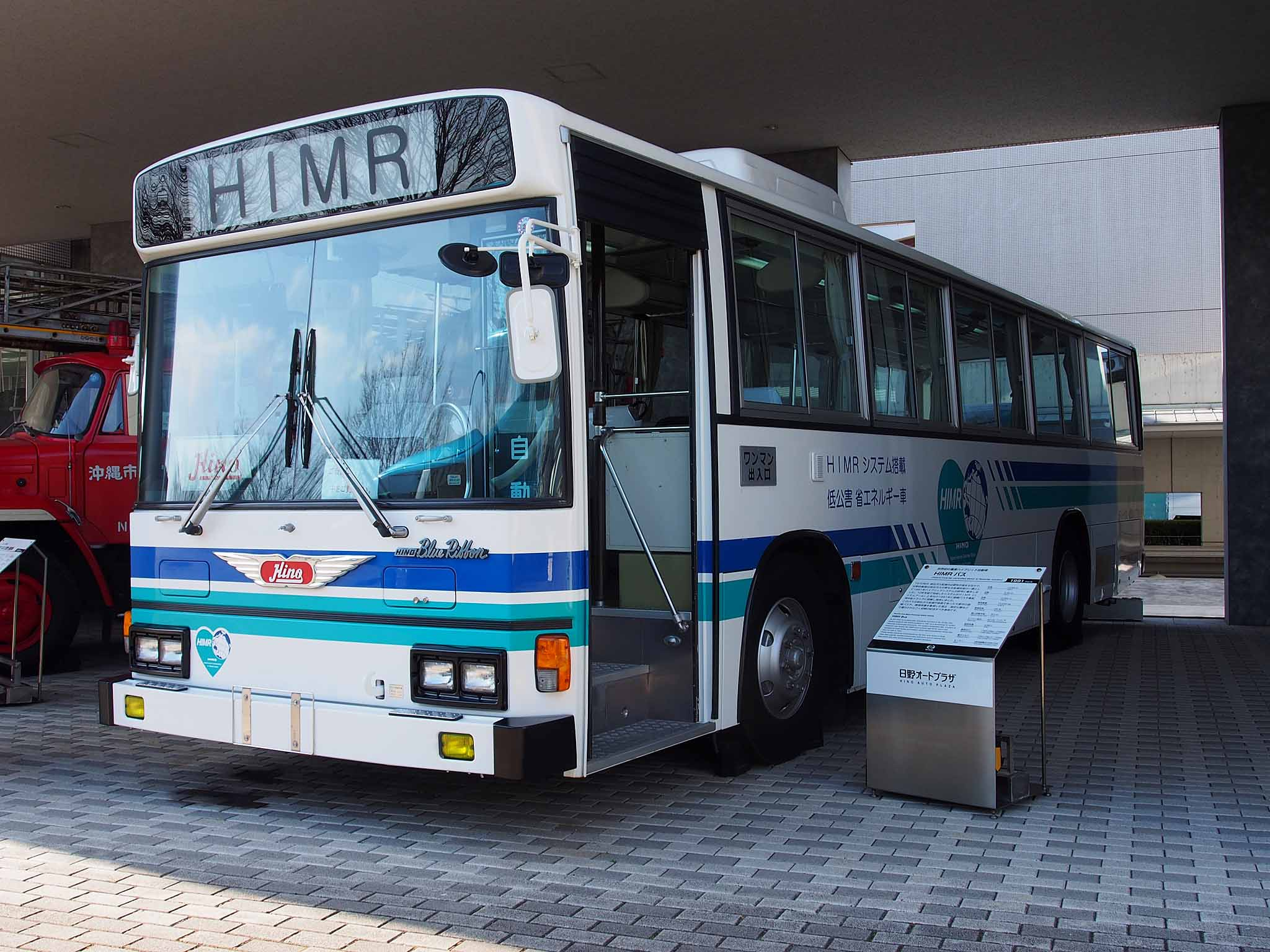
日野オートプラザで保存されている初代「わたすげ」の展示車両

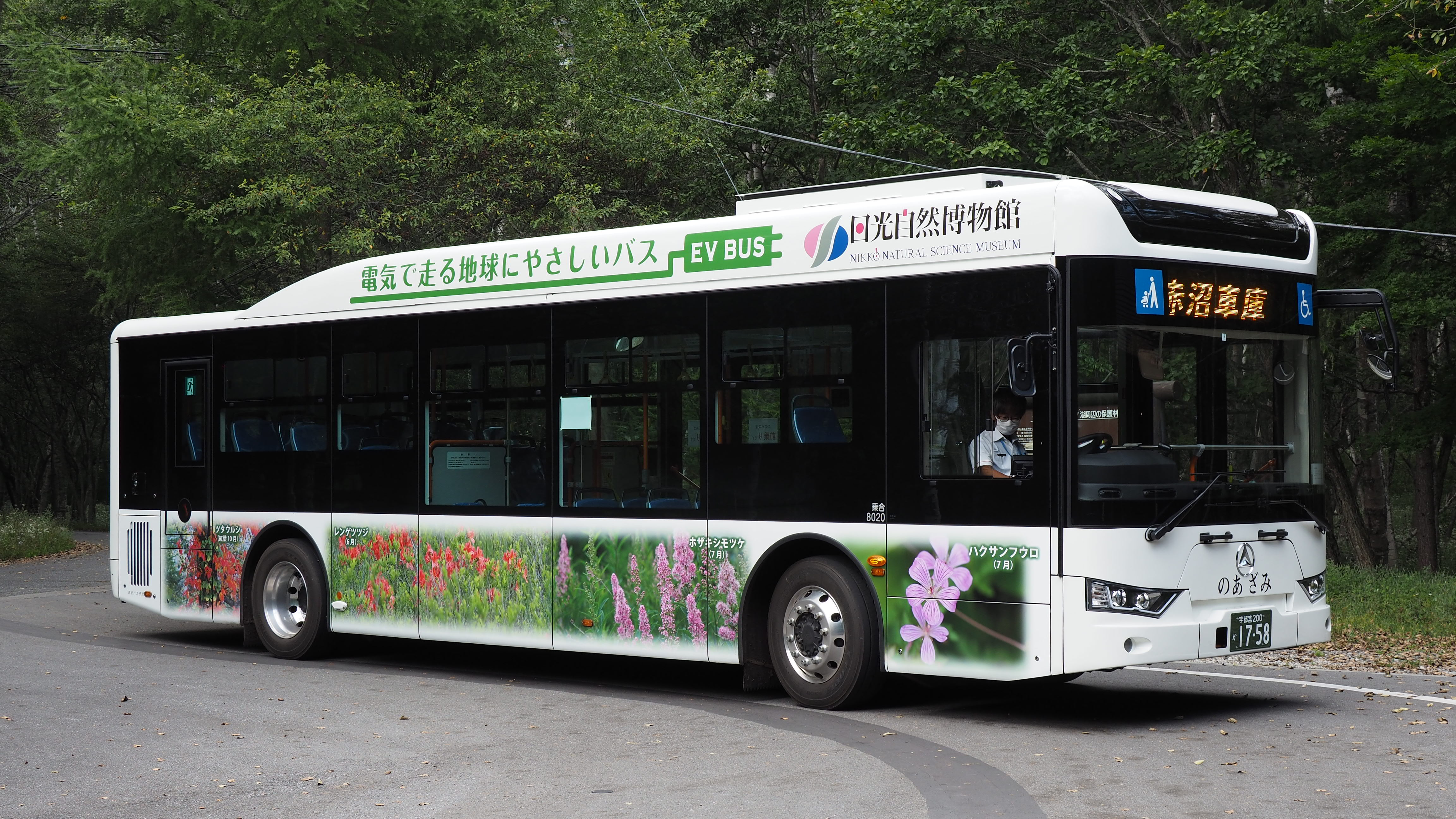
電気バス「のあざみ」(2023年)

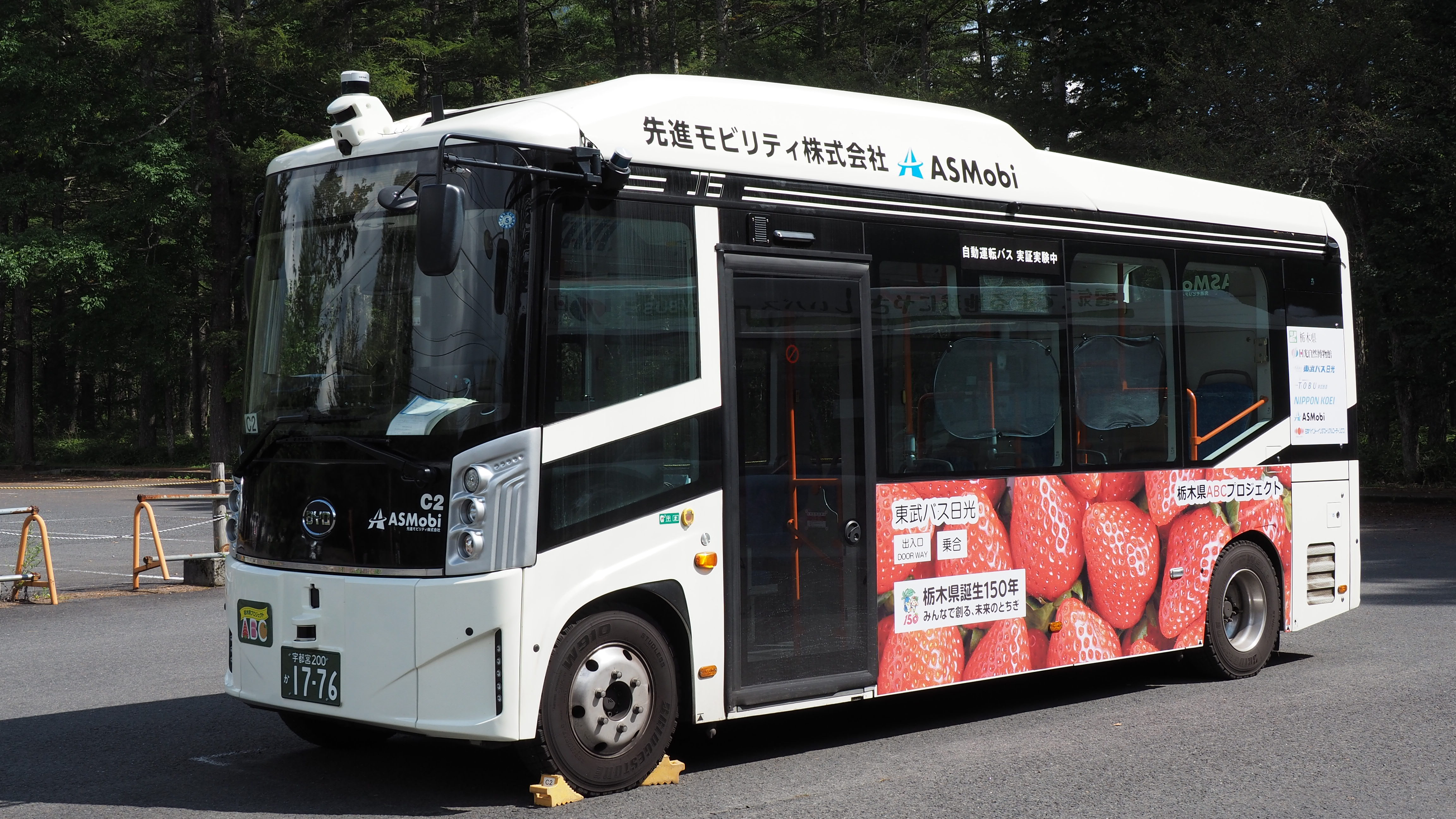
自動運転実験用小型電気バス (2023年)

### 導入の経緯
日光国立公園内の奥日光地区において、日光市道1002号線は千手が浜までの行き止まりの道路ではあるものの沿線キャンプ場や保養所利用者、風景撮影のために小田代ヶ原へ訪れる人、その他観光客などの自家用車の乗り入れが、トップシーズンには1日700台を超えると推測され、過大な自家用自動車進入によりハイカーなど歩行者の安全確保と排ガスによる動植物への悪影響が懸念され、1990年（平成2年）に知事より奥日光のあり方について検討するよう指示があり、栃木県の関係各課により「奥日光地域自動車利用適正化対策検討会」を設置し、奥日光の共通課題として「交通混雑」「路上駐車の増加」「通過自動車による歩行者・自転車の危険」「道路外への自動車乗り入れによる植生の破壊」「ゴミの投げ捨てによる動植物への悪影響」などが挙げられた。これらを受けて1992年（平成4年）3月に国の機関、地元関係団体、県および日光市などで構成される「奥日光地域自動車利用適正化対策協議会」が組織され、協議の結果、戦場ヶ原を通る国道120号から小田代原、西ノ湖を経て中禅寺湖沿岸の千手ヶ浜へ通じる市道1002号線沿線の自然を保護するため、1993年（平成5年）4月1日よりこの区間への観光バスとタクシーを含む一般車両の乗り入れを禁止し、代替の公共交通機関として栃木県（栃木県立日光自然博物館）が運行している。低公害バス採用の背景として、1993年の「奥日光地区の自然保護を目指すエコ・トランスポート調査」にて、国道120号線沿線では駐車場が完備され、赤沼や菖蒲ヶ浜から小田代ヶ原まで歩道が整備されている、千手が浜までは中宮祠や菖蒲ヶ浜から船も利用できることから自動車以外の交通施設は整備されているという評価、1002号線は千手が浜までは約10km（うち勾配のきつい区間が3km）、子供や高齢者・身障者など利用者は多様である現実を踏まえて、歩行を原則とし、自然を体験できる時間と空間を提供する自然共生型乗り物であると評価されている低公害バスによるシステム完備スべきと提言している。
バスの待合室を兼ねて、赤沼自然情報センターを併設している。

### 沿革
- 1993年
  - 4月26日 - 大型ハイブリッドバスで運行開始[20]。日光交通へ運行委託[21]。
  - 7月2日 - 小型電気バス運行開始[22]
- 2021年4月24日 - 大型電気バスを投入し運賃改定（大人300円→500円、小人150円→250円）[23][24]。
- 2022年4月23日 - 運行委託事業者を東武バス日光へ変更、交通系ICカードによる運賃支払いに対応するとともに、運賃後払いから前払い方式へ変更[25]。
- 2023年
  - 4月 - 大型電気バスのあざみ導入（低公害バスのあざみは前年度で運行終了）[26]
  - 9月21日 - 小型電気バスによる2週間の自動運転実証実験開始[27]。ベース車両はBYD J6で定員15人[28]。

### 運行内容
- 運行主体：栃木県立日光自然博物館
- 運行業務：
  - 1993年から2021年までは日光交通へ委託[21]
  - 2022年より東武バス日光へ委託[25]
- 運行区間：赤沼車庫 - 小田代原 - 西ノ湖入口 - 千手ヶ浜（フリー乗降制、国道区間を除きどこでも乗降可）[18]
- 運賃：大人（中学生以上）500円、小人（6歳 - 12歳）250円[18]
- 運行期間：4月下旬から11月末日（それ以外の冬季期間は運休）[18]

※5月下旬から8月中旬、10月上旬から11月上旬の土日祝日には、午前4時台に発車する早朝便の設定もある
- 発着地：栃木県日光市中宮祠2494（赤沼車庫）

### 車両
車両は栃木県が所有し、ハイブリッドバスと電気バスが使用されている。

（初代）わたすげは19年間にわたり赤沼車庫から千手ヶ浜までの約10キロメートルを往復し、累計約35万キロメートルを走行した。同車は、日野自動車が世界初の電気式ハイブリッドバスとして1990年代初めに開発・市販したHIMRの最初期の1台であることから、日野自動車に引き取られ、日野オートプラザに展示されている。
| 名称     | 代    | 種類         | 車両                               | 型式         | 年式     | 定員 | 席数 | 運行開始      | 運行終了       | 備考                                                         |
| -------- | ----- | ------------ | ---------------------------------- | ------------ | -------- | ---- | ---- | ------------- | -------------- | ------------------------------------------------------------ |
| わたすげ | 初代  | ハイブリッド | 日野・ブルーリボンHIMR             | U-HU2MMAA改  | 1993年式 | 73名 | ?    | 1993年4月26日 | 2012年11月30日 | ツーステップバス                                             |
| のあざみ | 初代  | 電気         | いすゞ・エルフ（ベース）           | U-NKR58LVN改 | 1993年式 | ?    | ?    | 1993年4月26日 | 2004年         | 小型、ボディは京成自動車工業製                               |
| しらかば | 初代  | ハイブリッド | 日野・ブルーリボンHIMR             | KC-RU1JMCH   | 1998年式 | 69名 | 42席 | 1998年5月     | 2020年11月30日 | ツーステップバス                                             |
| のあざみ | 2代目 | ハイブリッド | 日野・セレガRハイブリッド          | VM-RU2PPER   | 2005年式 | 61名 | 45席 | 2005年10月    | 2022年         | [ 20 ]                                                       |
| わたすげ | 2代目 | ハイブリッド | 日野・セレガハイブリッド           | QQG-RU1ASBR  | 2013年式 | 56名 | 45席 | 2013年4月     |                | [ 20 ]                                                       |
| しらかば | 2代目 | 電気         | アルファバス（江蘇常隆客車）E-City | L10          | 2021年式 | 69名 | 27席 | 2021年4月24日 |                | 燃焼式ヒーターは未搭載 赤沼車庫内にCHAdeMO規格の充電器を設置 |
| のあざみ | 3代目 | 電気         | アルファバス（江蘇常隆客車）E-City | L10          | 2023年式 | 69名 | 27席 | 2023年4月22日 |                |                                                              |